# Neoeutrypanus maculatus
Neoeutrypanus maculatus är en skalbaggsart som beskrevs av Monné 1985. Neoeutrypanus maculatus ingår i släktet Neoeutrypanus och familjen långhorningar. Inga underarter finns listade i Catalogue of Life.